# كيت هاركورت
كيت هاركورت (بالإنجليزية: Kate Harcourt)‏ هي ممثلة نيوزيلندية، ولدت في 16 يونيو 1927 في Amberley, New Zealand ‏ في نيوزيلندا.

## وصلات خارجية
- كيت هاركورت على موقع IMDb (الإنجليزية)
- كيت هاركورت على موقع قاعدة بيانات الفيلم (الإنجليزية)